# Пелова, Виктория
Виктория Пелова (нидерл. Victoria Pelova; род. 3 июня 1999, Делфт, Южная Голландия) — нидерландская футболистка, играющая на позиции полузащитника за английский «Арсенал» и сборную Нидерландов. Вице-чемпионка мира 2019 года.

## Клубная карьера
Пелова начала заниматься футболом в составе юношеской команды мальчиков в своём родном городе Делфте в клубе «Конкордия». В сезоне 2016/2017 годов подписала контракт с нидерландским клубом «Ден Хааг». В свой первый сезон забила семь голов и стала вторым бомбардиром своей команды. В сезоне 2019/2020 годов перешла в амстердамский «Аякс». В Лиге чемпионов УЕФА среди женщин 2020/2021 годов «Аякс» проиграл «Баварии» в 1/8 финала.
С января 2023 года стала игроком английского «Арсенала». В июне 2024 года Пелова получила разрыв передней крестообразной связки. 12 февраля 2025 года Пелова провела свои первые минуты после травмы в составе молодёжной команды и сразу же забила гол. 22 марта 2025 года Пелова вышла на замену на 74-й минуте матча, в котором «Арсенал» одержал победу над «Ливерпулем» со счётом 4:0.

## Карьера в сборной
В январе 2018 года Виктория получила приглашение в основную сборную. Вышла на замену на 81-й минуте матча против Испании, в котором её сборная уступила со счётом 0:2. После этих трёх проведённых международных матчей в составе сборной Пелова была включена в состав сборной Нидерландов на чемпионат мира 2019 года. По результатам соревнования игроки Нидерландов стали вице-чемпионками.
В 2021 году была заявлена на летние Олимпийские игры в Токио. На играх забила свой первый гол за сборную Нидерландов в матче открытия против Замбии. Выходила на замену в трёх групповых матчах и в четвертьфинале против США. В победных матчах против Замбии (10:3) и Китая (8:2) забила по одному голу.
31 мая 2022 года была заявлена на финальную часть чемпионата Европы. На этом турнире сыграла в трёх матчах группового этапа и в четвертьфинале, который нидерландки проиграли Франции в дополнительное время. В матче группового этапа против Швейцарии забила гол и отдала голевую передачу.
30 июня 2023 года была включена в состав сборной Нидерландов для участия в чемпионате мира по футболу среди женщин.
В июне 2025 года включена в состав сборной для участия в чемпионате Европы. В первом же матче против Уэльса забила гол.

## Достижения

### Клубные
Аякс
- Чемпион Нидерландов 2022/2023 годов;
- Обладатель Кубка Нидерландов 2021/2022 годов.

Арсенал
- Обладательница Кубка Английской женской Лиги 2022/2023, 2023/2024 годов;
- Победительница Лиги чемпионов УЕФА 2024/2025 годов.

### Международные
Нидерланды
- 2-е место чемпионата мира: 2019